# تبلدي إصبعي

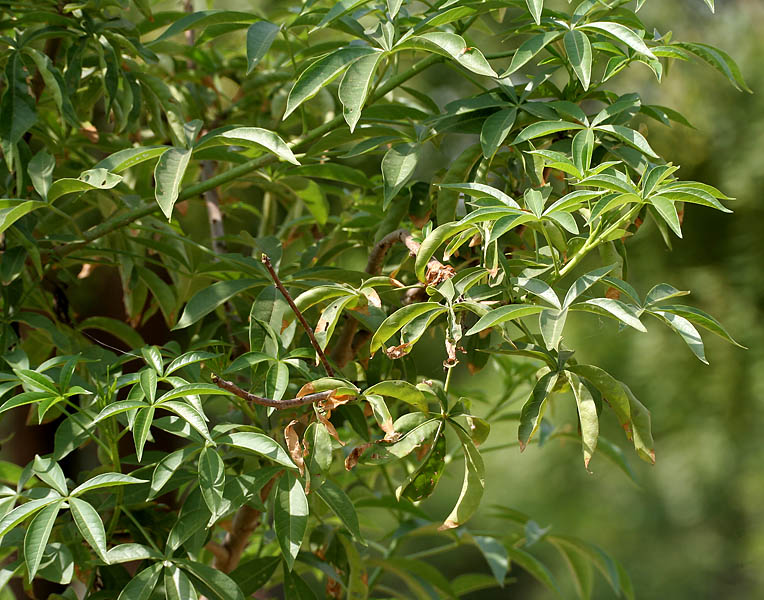
تشتمل كل ورقة من شجرة التبلدي على خمسة أوراق صغيرة

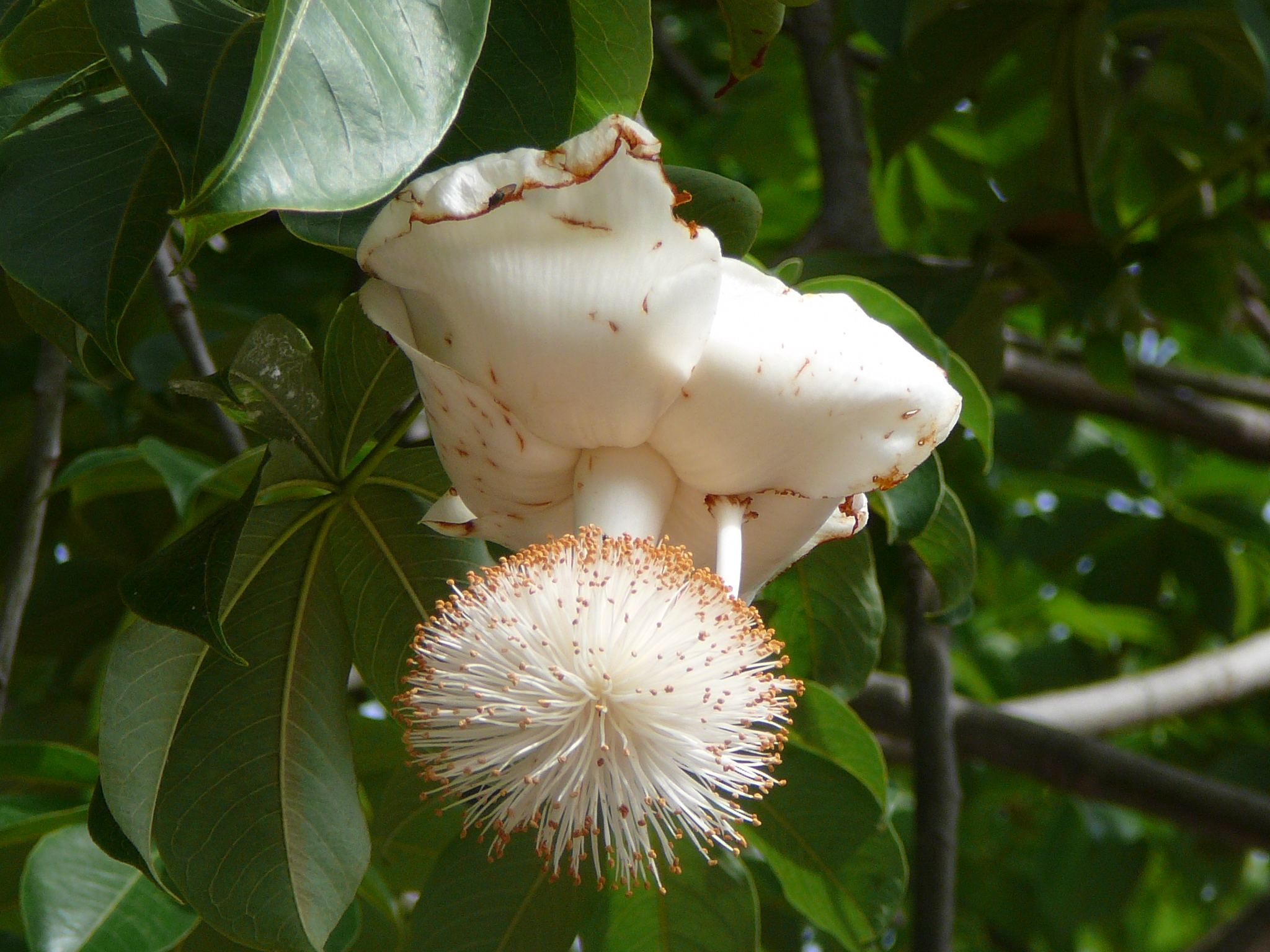
الزهرة المتفتحة

تَبَلْدي إصبعي (الاسم العلمي:Adansonia digitata) هو نوع من النباتات يتبع جنس التبلدي من الفصيلة الخبازية. يتميز بساق ضخم طويل يصل إلى نحو 18 متراً، ويعلوه فروع عرضية تحمل الأوراق، فتشبه شجرته المظلة. وقد سميت تلك الأشجار بالإصبعي لأن الساق الضخم الطويل يكون عادة بغير فروع ولا أوراق ويكون شكله في شكل الأعمدة.
تنتشر أشجار التبلدي الإصبعية بصفة خاصة في مدغشقر وتنزانيا.

## التسمية
من الأسماء الأخرى لهذا النبات: باوباب إصبعي وبوحباب إصبعي وأدانسونية إصبعية وخبز القرود الإصبعي.

## مرادفات الاسم العلمي
- (الاسم العلمي:Adansonia integrifolia)
- (الاسم العلمي:Adansonia scutula)

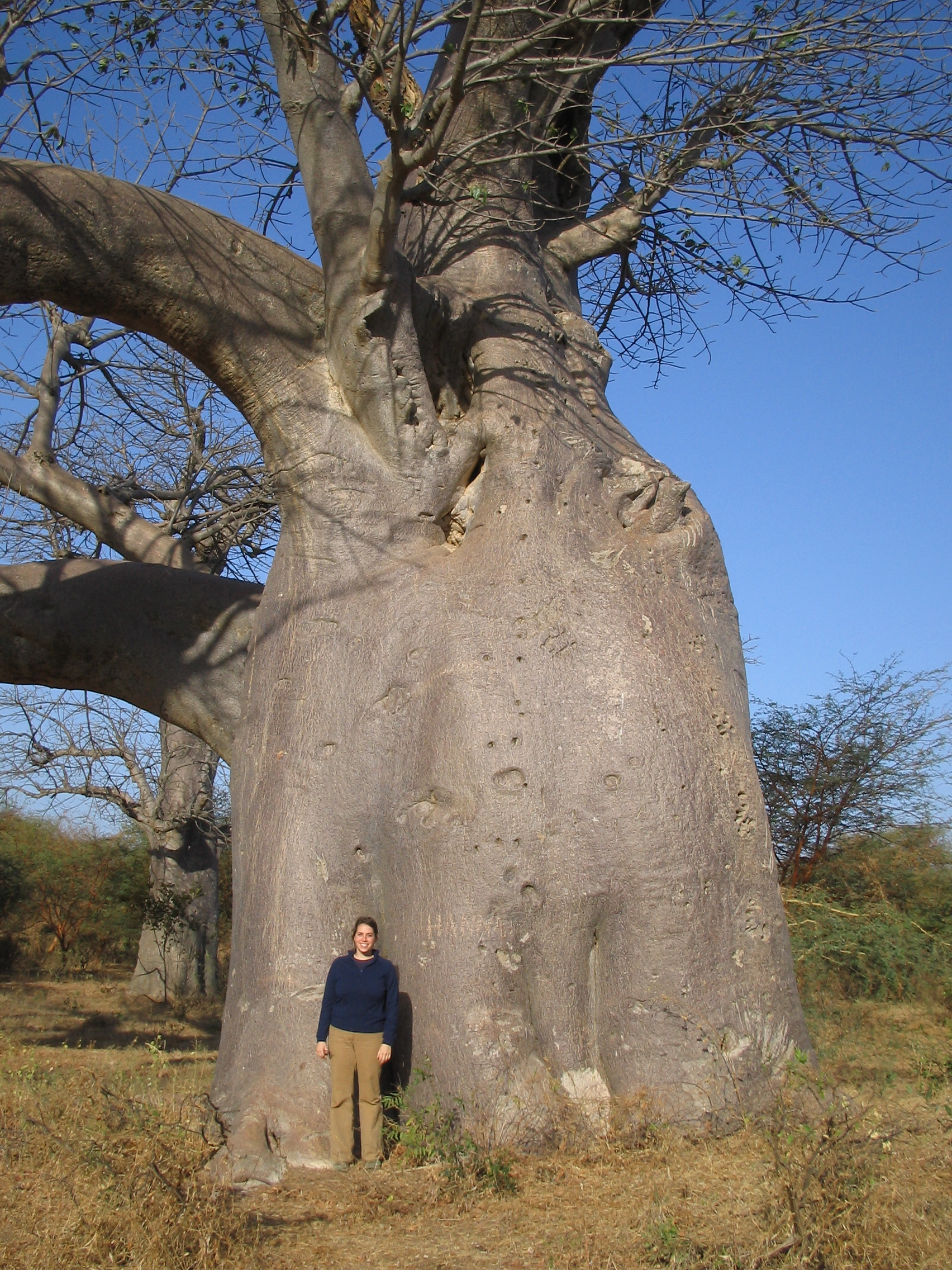
Pień

- (الاسم العلمي:Adansonia situla)
- (الاسم العلمي:Adansonia somalensis)
- (الاسم العلمي:Adansonia sphaerocarpa)
- (الاسم العلمي:Adansonia sulcata)
- (الاسم العلمي:Baobabus digitata)
- (الاسم العلمي:Adansonia bahobab)
- (الاسم العلمي:Adansonia baobab)
- (الاسم العلمي:Ophelus sitularius)

## طبيعتها المتميزة
طول شجرة التبلدي الإصبعي نحو 20 متراً وشكل ساقها عادة يكون في هيئة جزرة وتعلوها الأفرع والأوراق. ومنها ما يكون ساقها منتفخا بسبب تخزينها الماء في أنسجتها المسامية؛ حتى يصل محيطها السفلي نحو 20 متراً. تكفي الواحدة منها لمد نحو 800 عائلة بمياه الشرب النقية في وقت الجفاف. توجد أكبر شجرة من نوعها في جنوب أفريقيا ويبلغ محيطها السفلي نحو 47 متراً ويبلغ عمرها نحو 6,000 سنة.
خلال فصل الأمطار يمكن لشجرة الباوباب تخزين ما يقرب من 120.000 لتر من الماء. تشم الأفيال رائحة الماء في ساقها وتقوم بقطع قشرتها بأسنانها الطويلة وتمضغها وتحصل بذلك على ماء منها. ويستغل الإنسان قشرتها ويصنع منها حبالاً وشبكاتٍ للصيد، كما يحمص بذورها ويسحقها ويغليها بالماء مثل القهوة لشربها.
خلال الأعوام 2000 إلى 2005 زار المصور الفرنسي «باسكال متر» بلاد مدغشقر وجنوب أفريقيا للتعرف على خصائص تلك الأشجار. ووجد أن المطر ينزل في بعض مناطق مدغشقر مرتين أو ثلاث مراتٍ فقط خلال السنة. ووجد السكان هناك يستغلون شجرة الباوباب كمخازن للماء؛ فهم يقومون بحفر جذعها من الداخل فيتكون فيها فراغ تتجمع فيه مياه نقية من أنسجة الشجرة. ولهذا فهم يقدمون لها القرابين.
عندما يحفر السكان قلب الشجرة فهي تغطي سطحها الداخلي بنوع من الراتينج يحفظها من التلوث وتتجمع فيه المياه. ووجد «باسكال متر» نحو 100 شجرة في منطقة في جنوب جزيرة مدغشقر يحوي بعضها 7,000 لتر من الماء. وهي تمد العائلات بالماء خلال فترة الجفاف.

## صور لاشجار الباوباب
يصل ارتفاع أشجار الباوباب إلى نحو 25 متراً، ويبلغ قطر ساقها بين 3 إلى 10 أمتار.

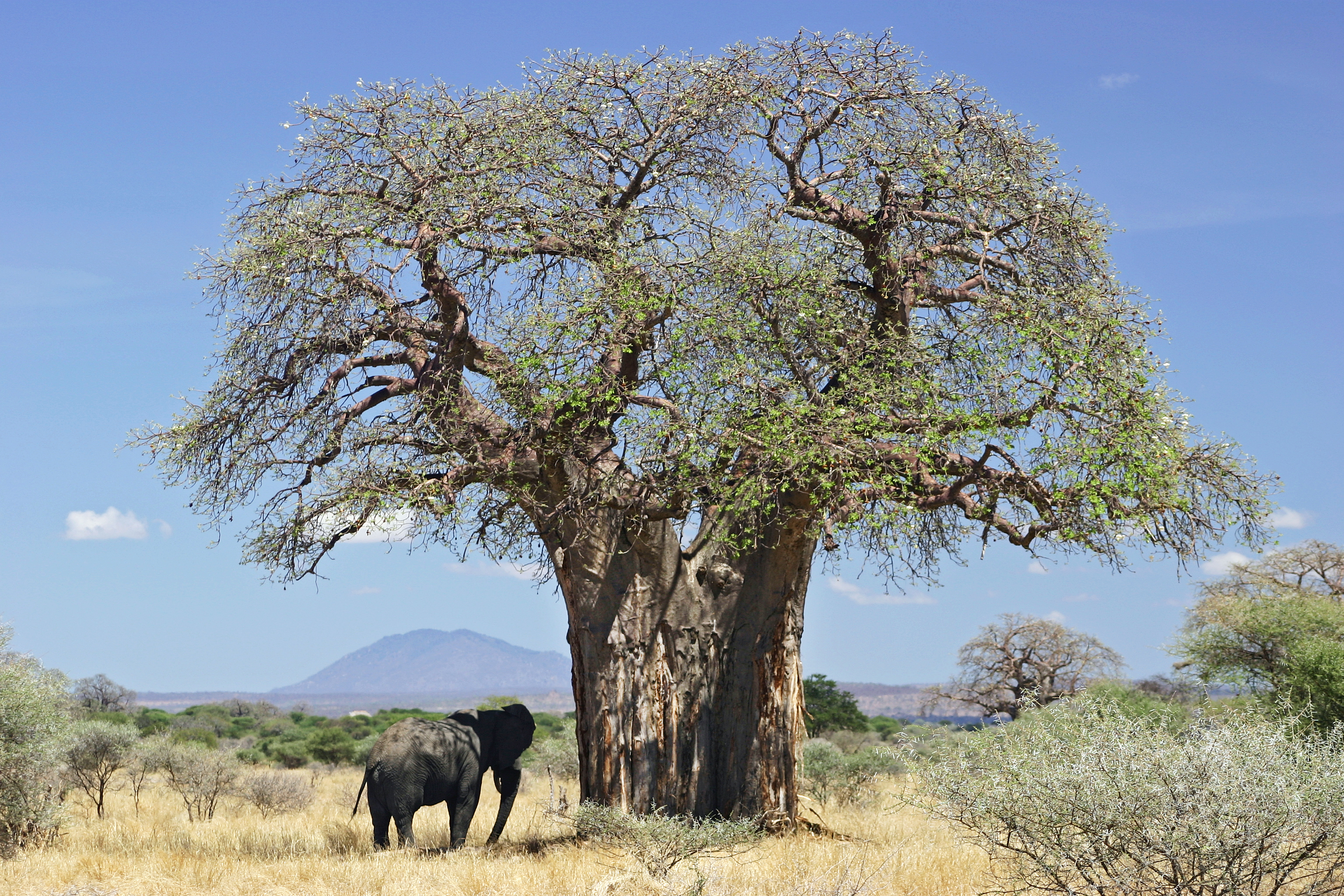
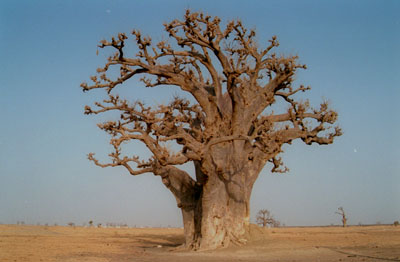
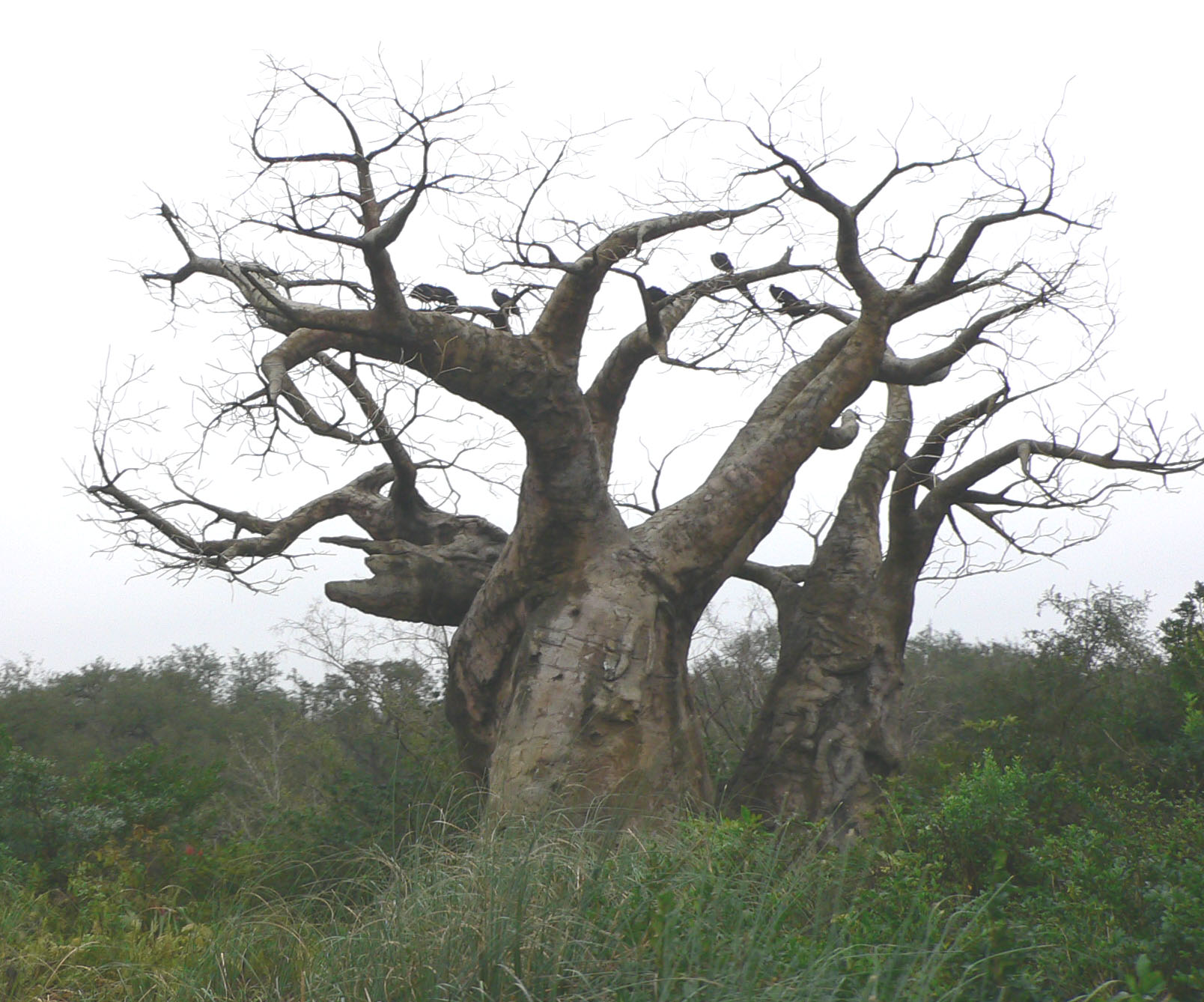
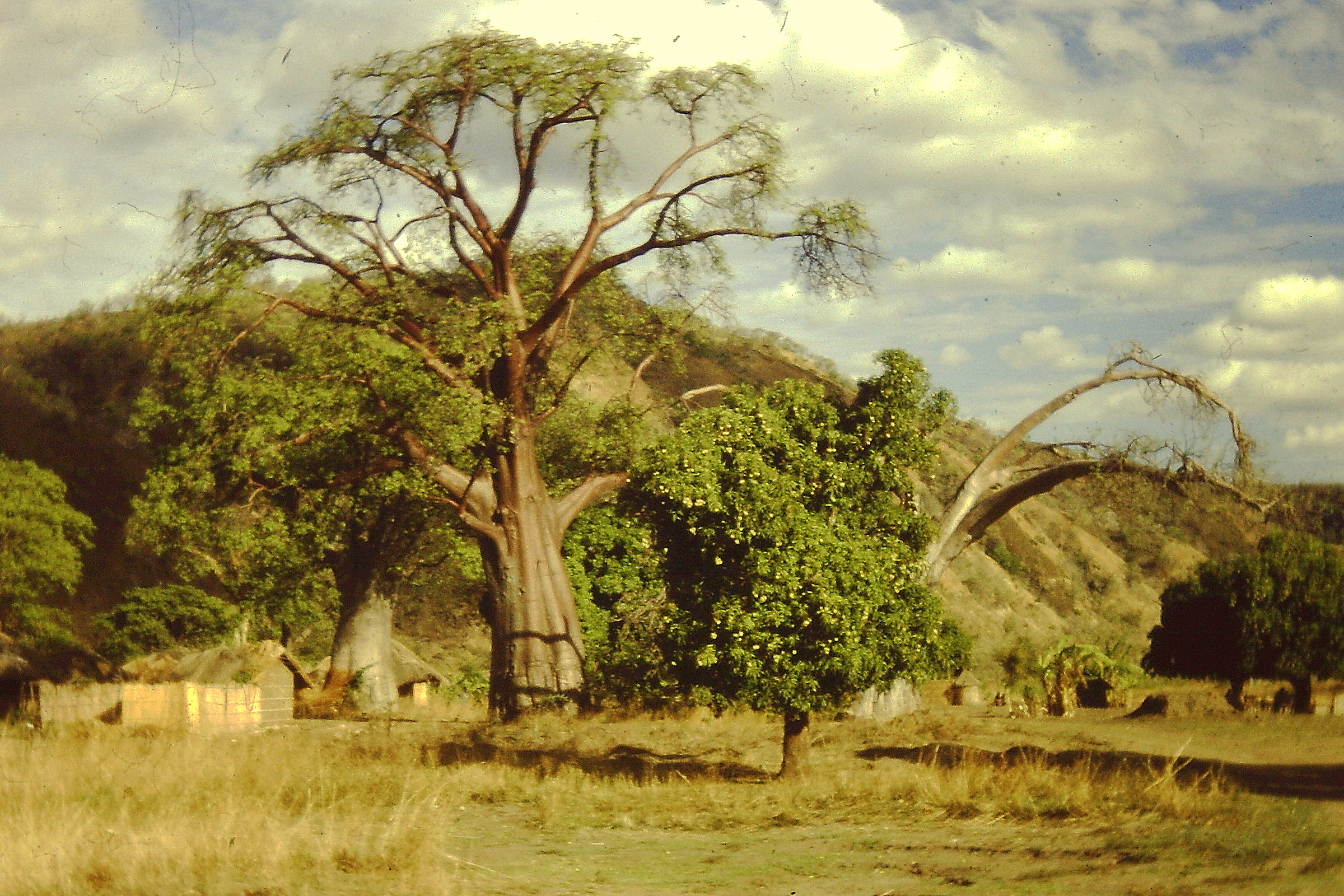
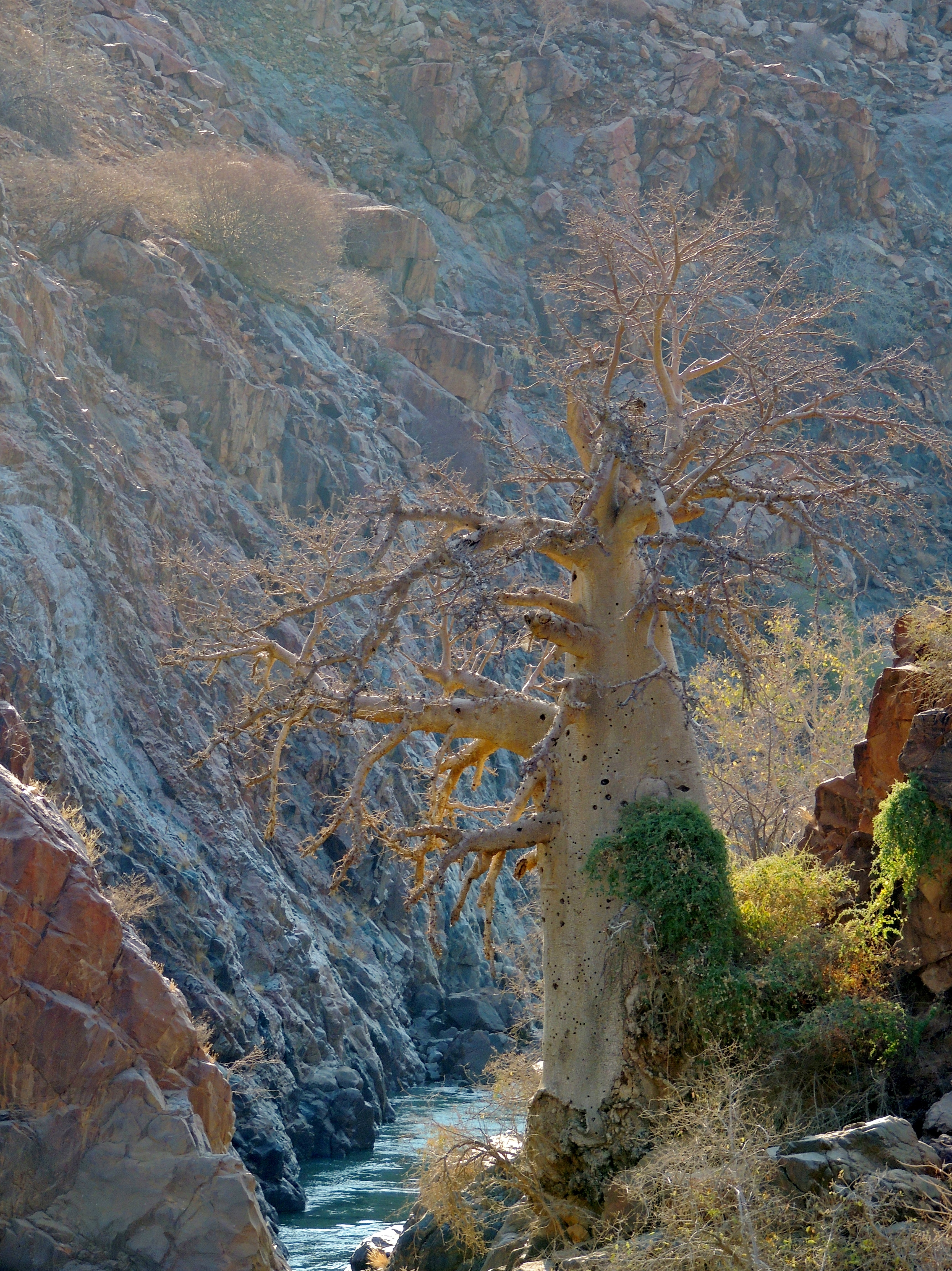
على الحدود بين ناميبيا وأنجولا
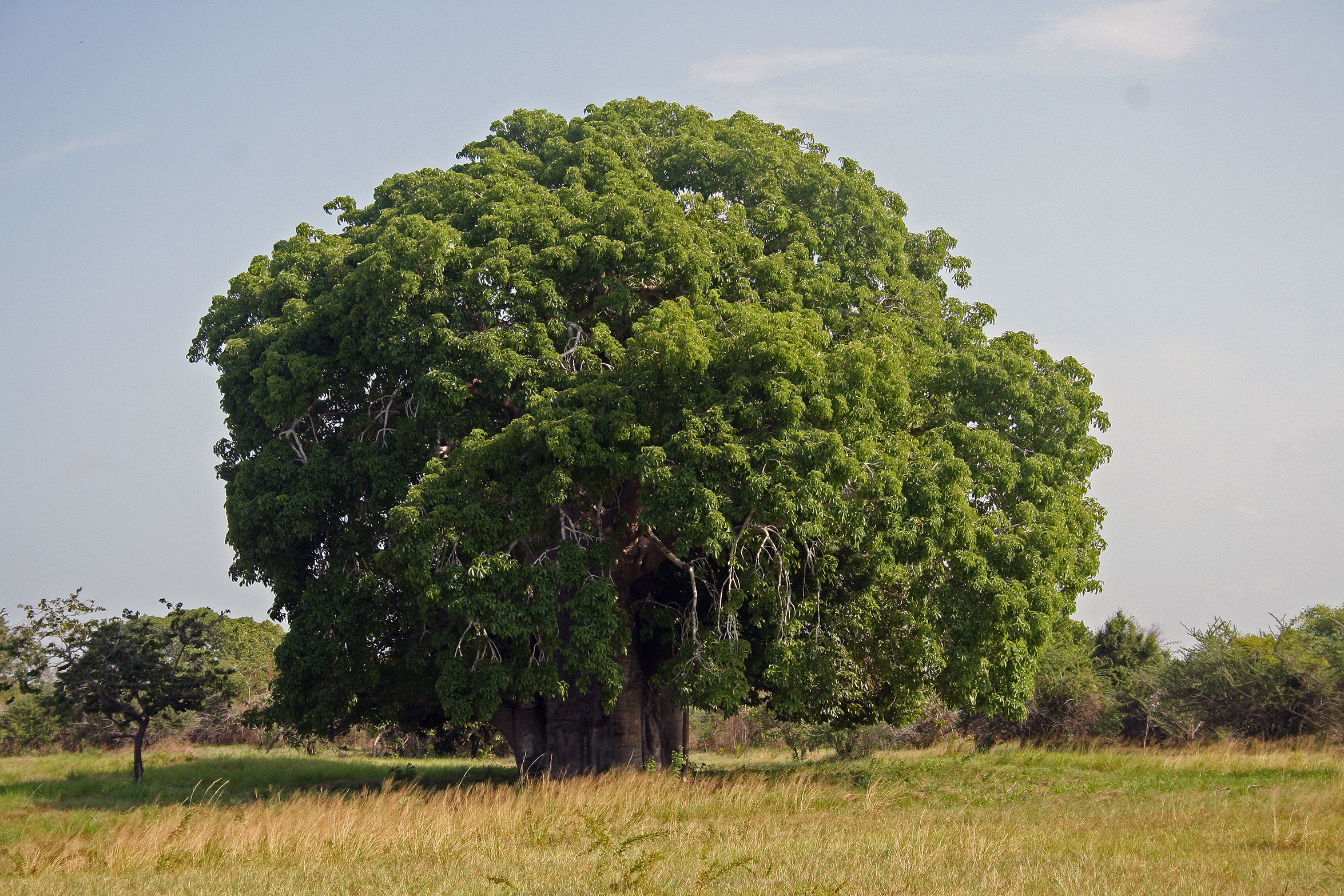
شجرة باوباب مورقة
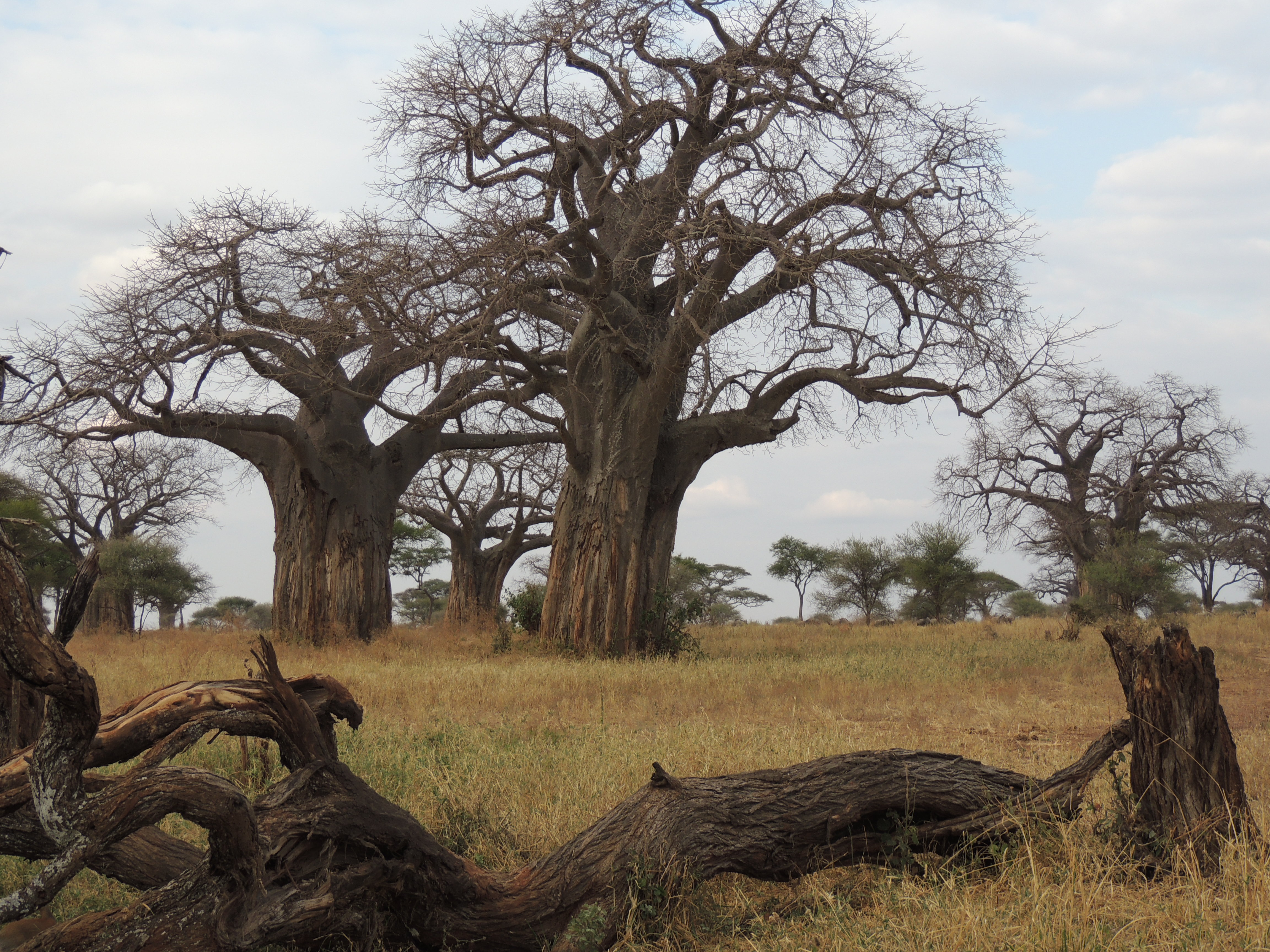
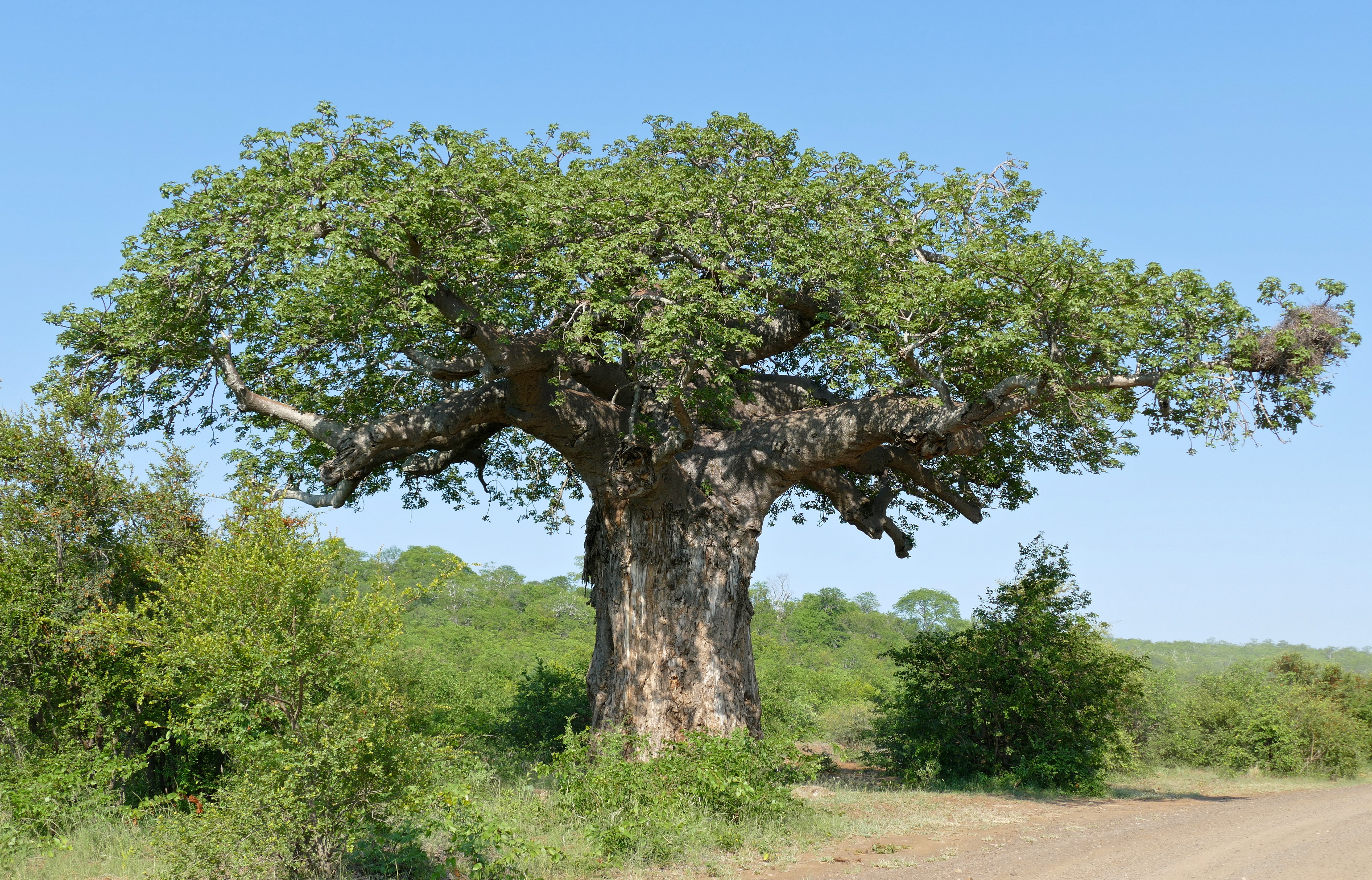
شجرة باوباب في جنوب أفريقيا
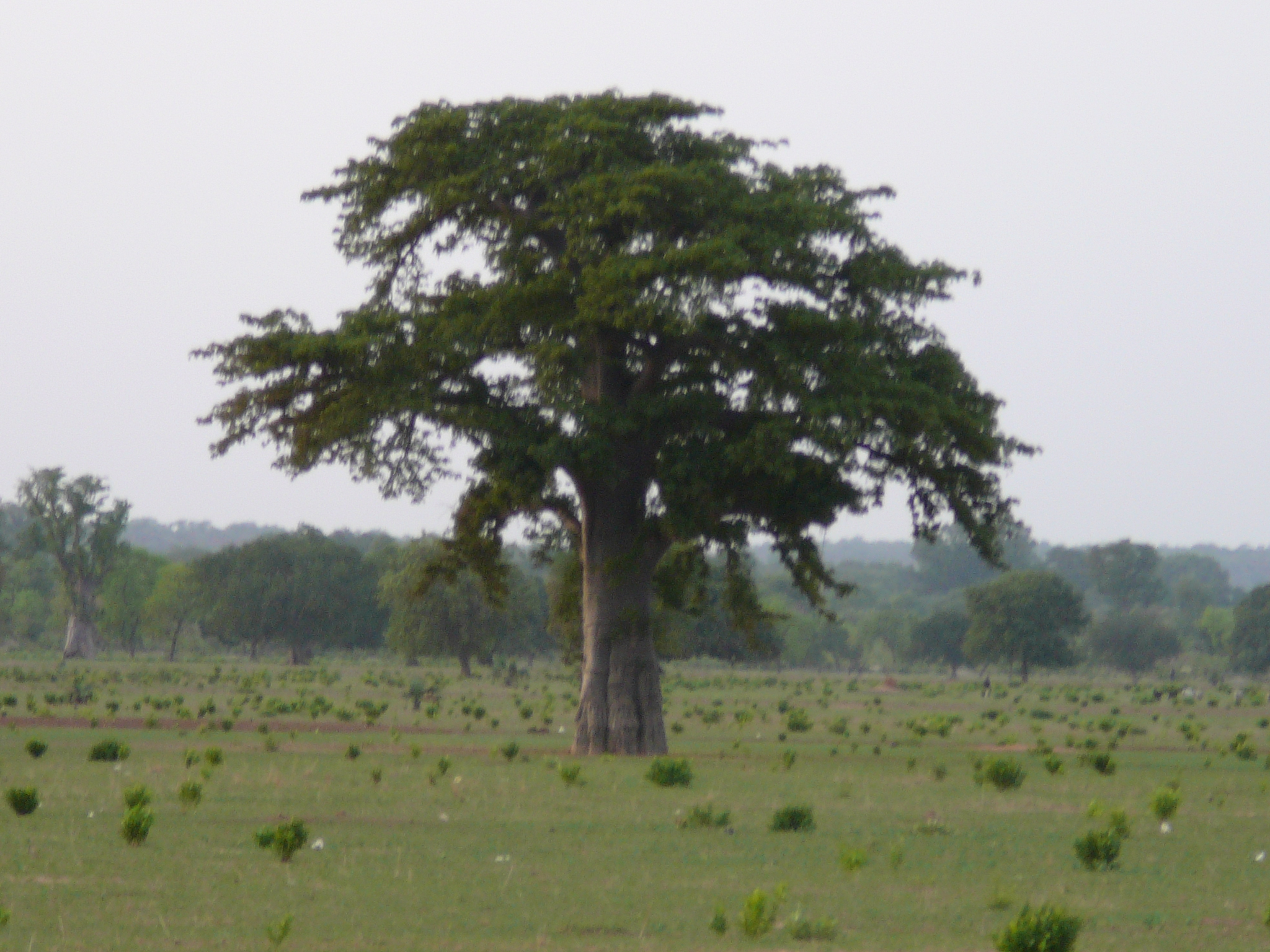
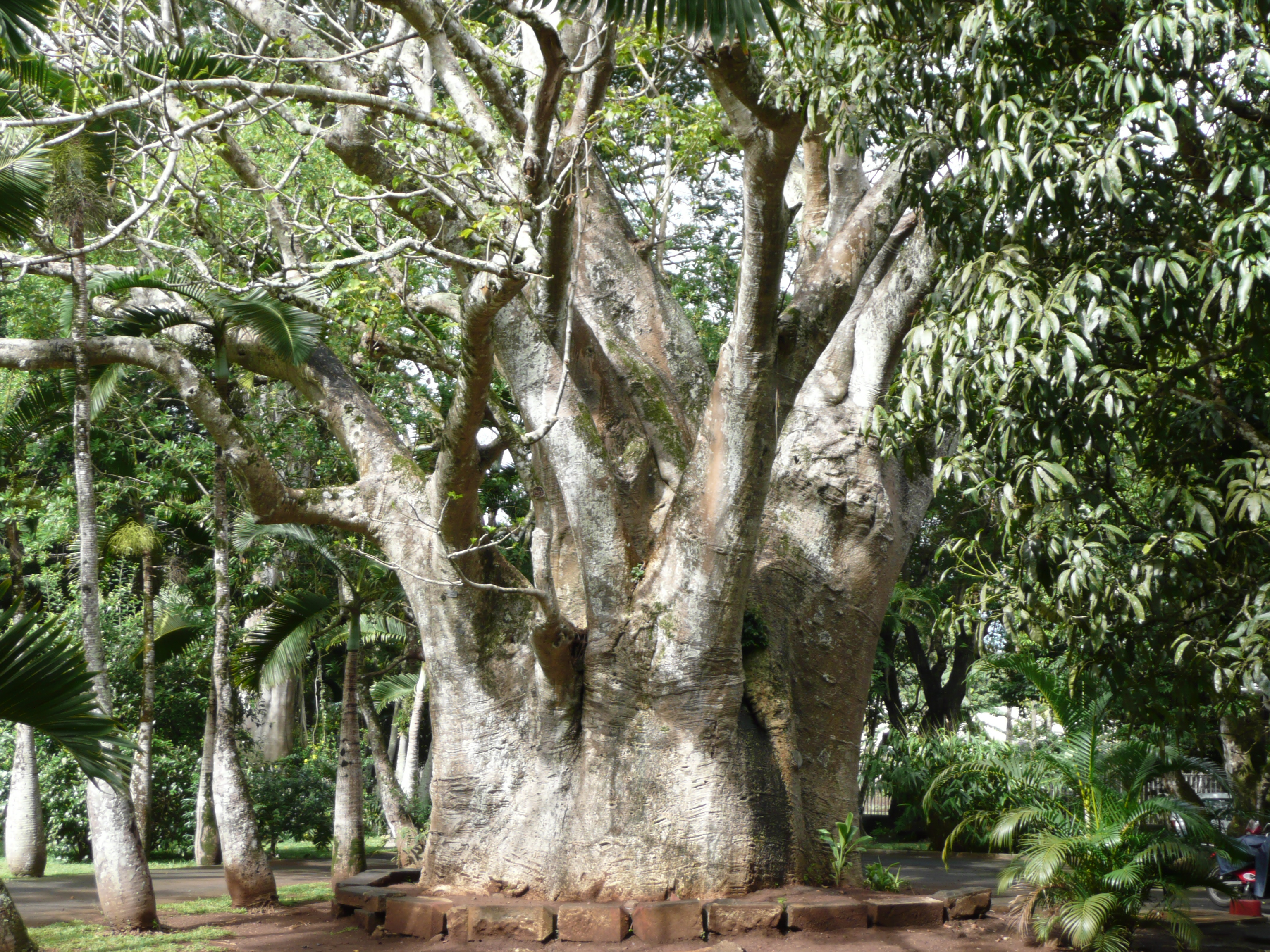
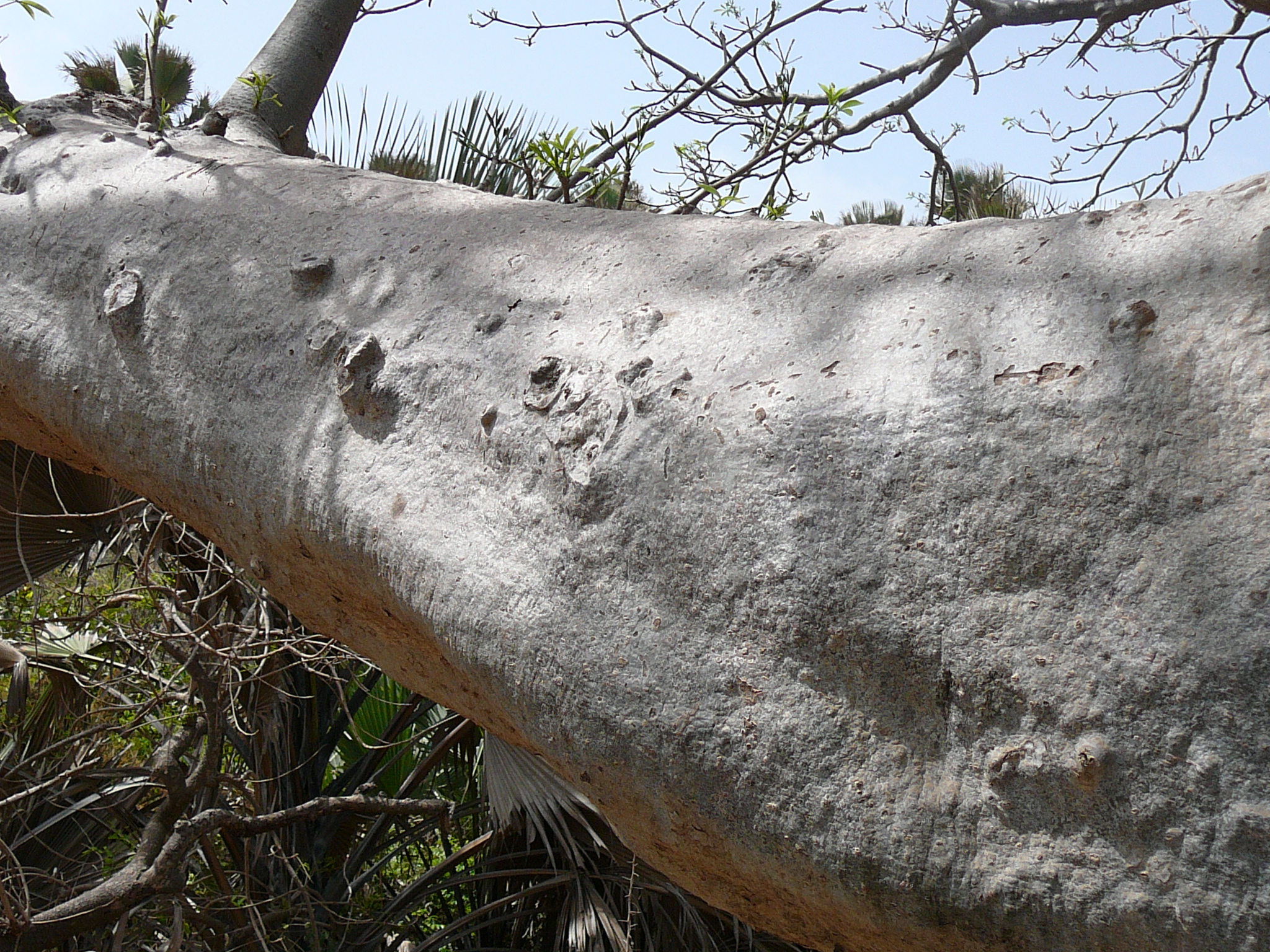
Écorce
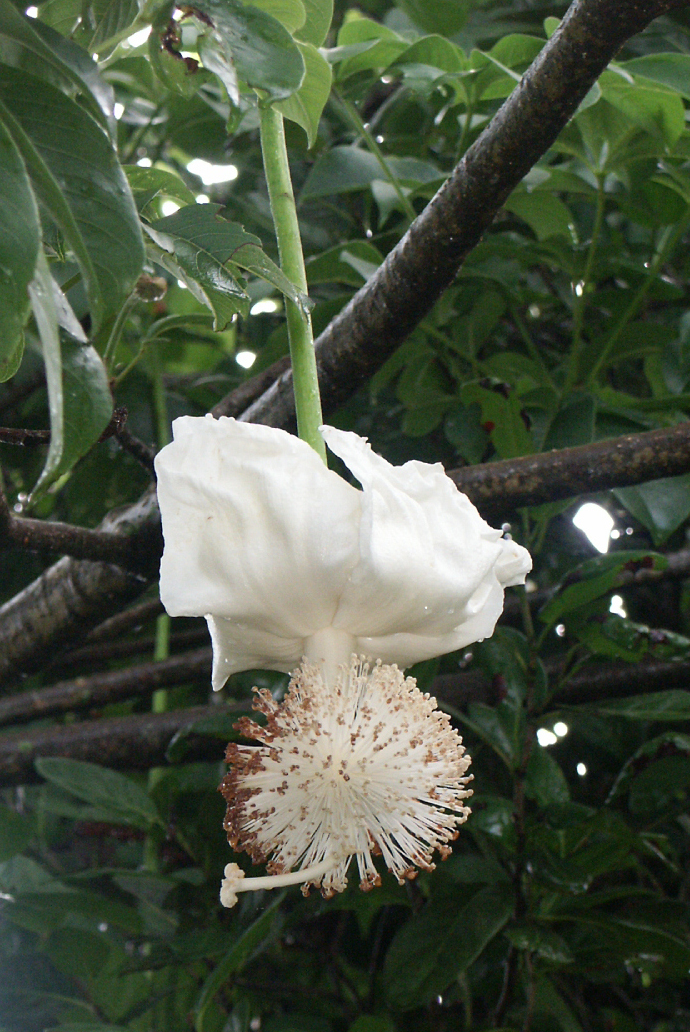
Fleur
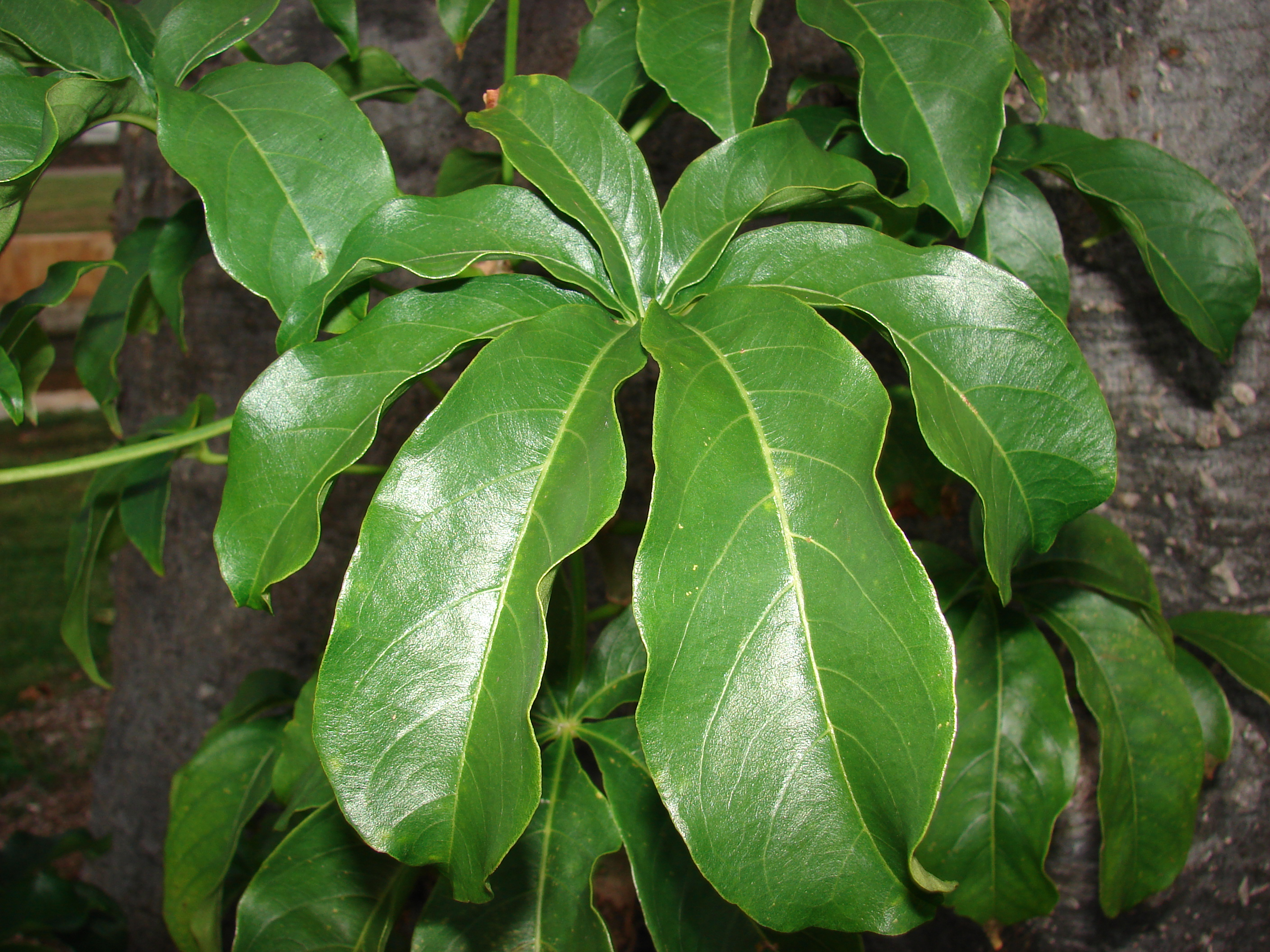
ورقة شجر الباوباب
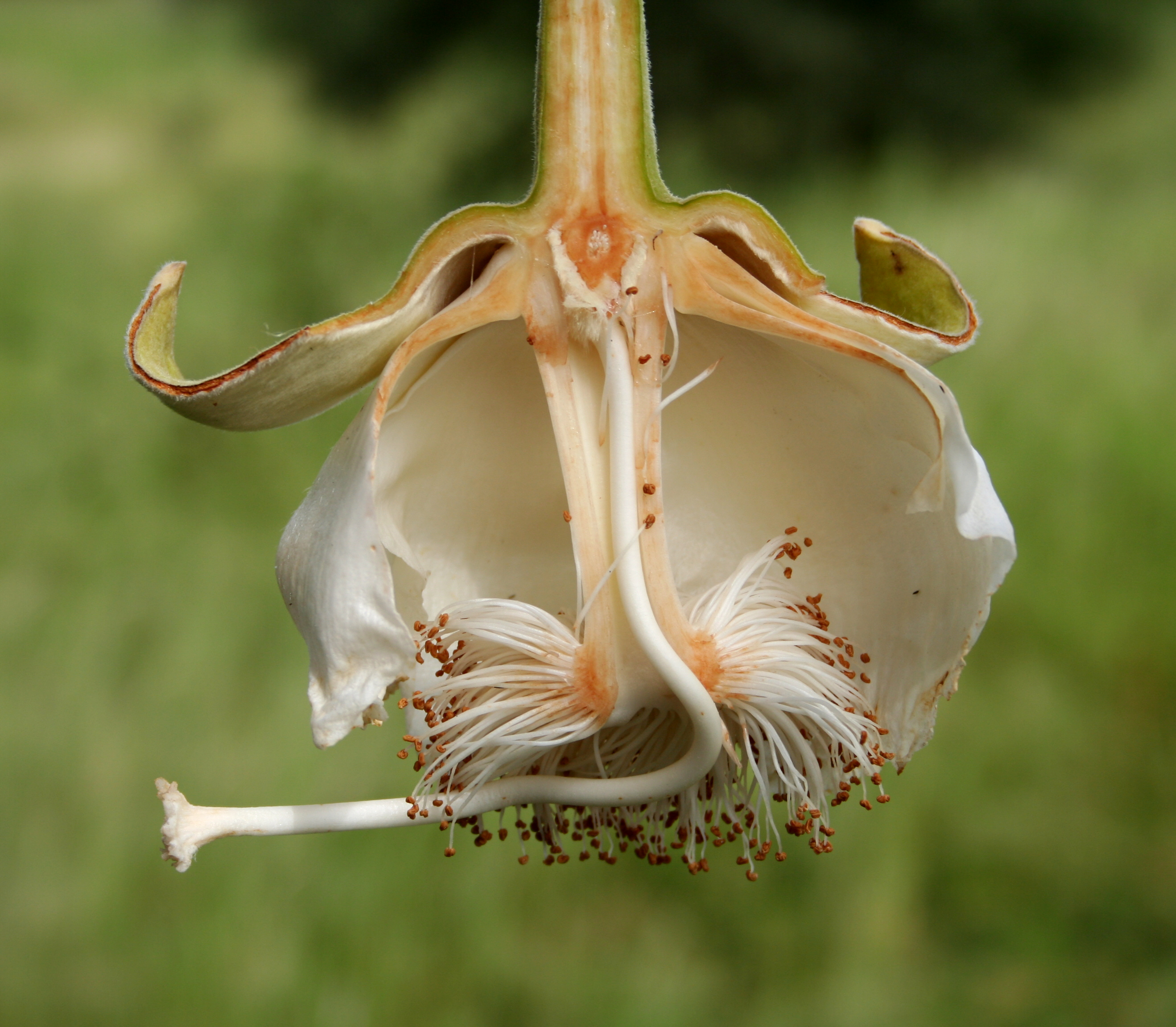
مقطع طولي في زهرة الباوباب
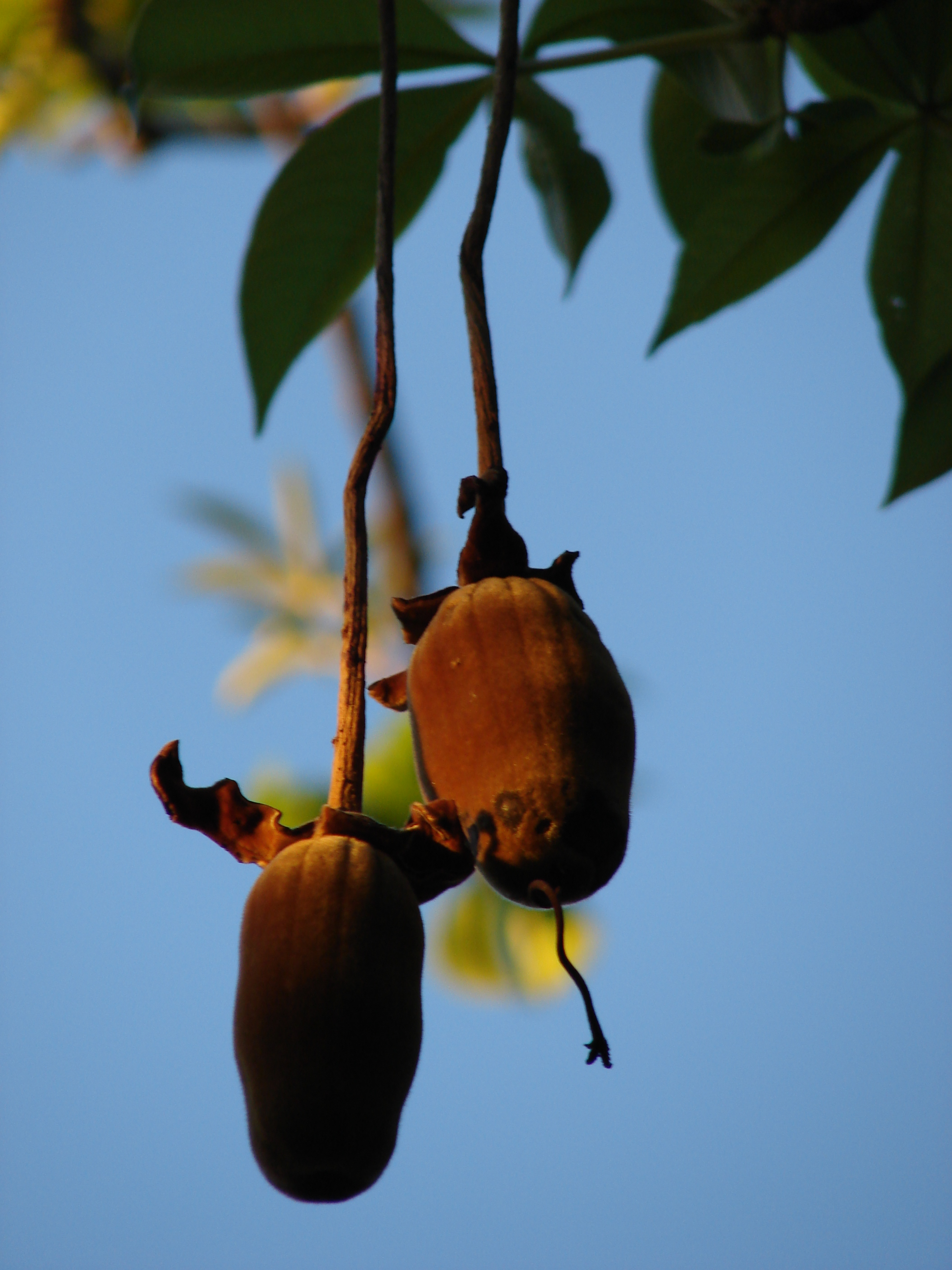
ثمرة الباوباب قبل نضجها
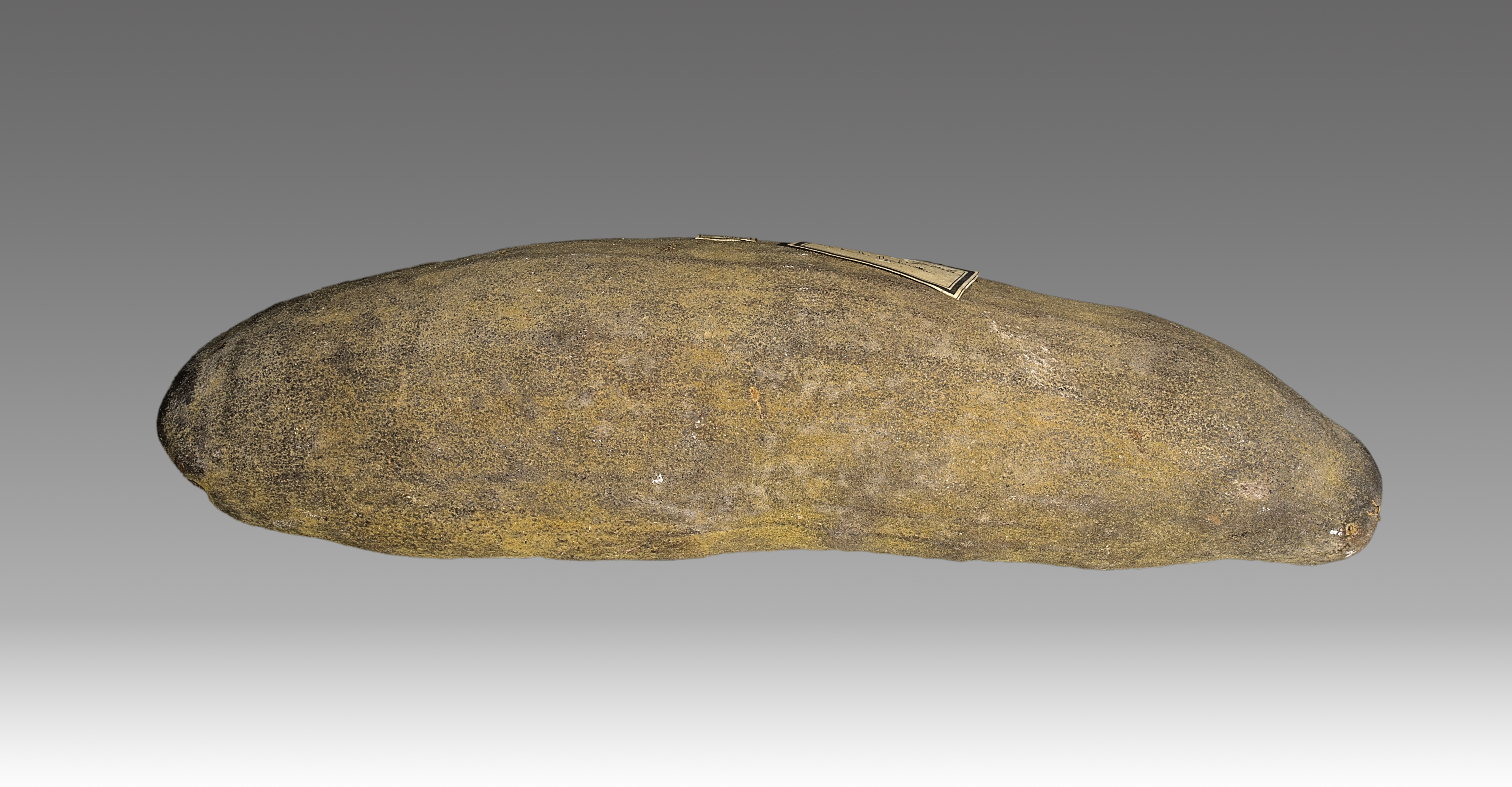
ثمرة — من متحف تولوز بفرنسا
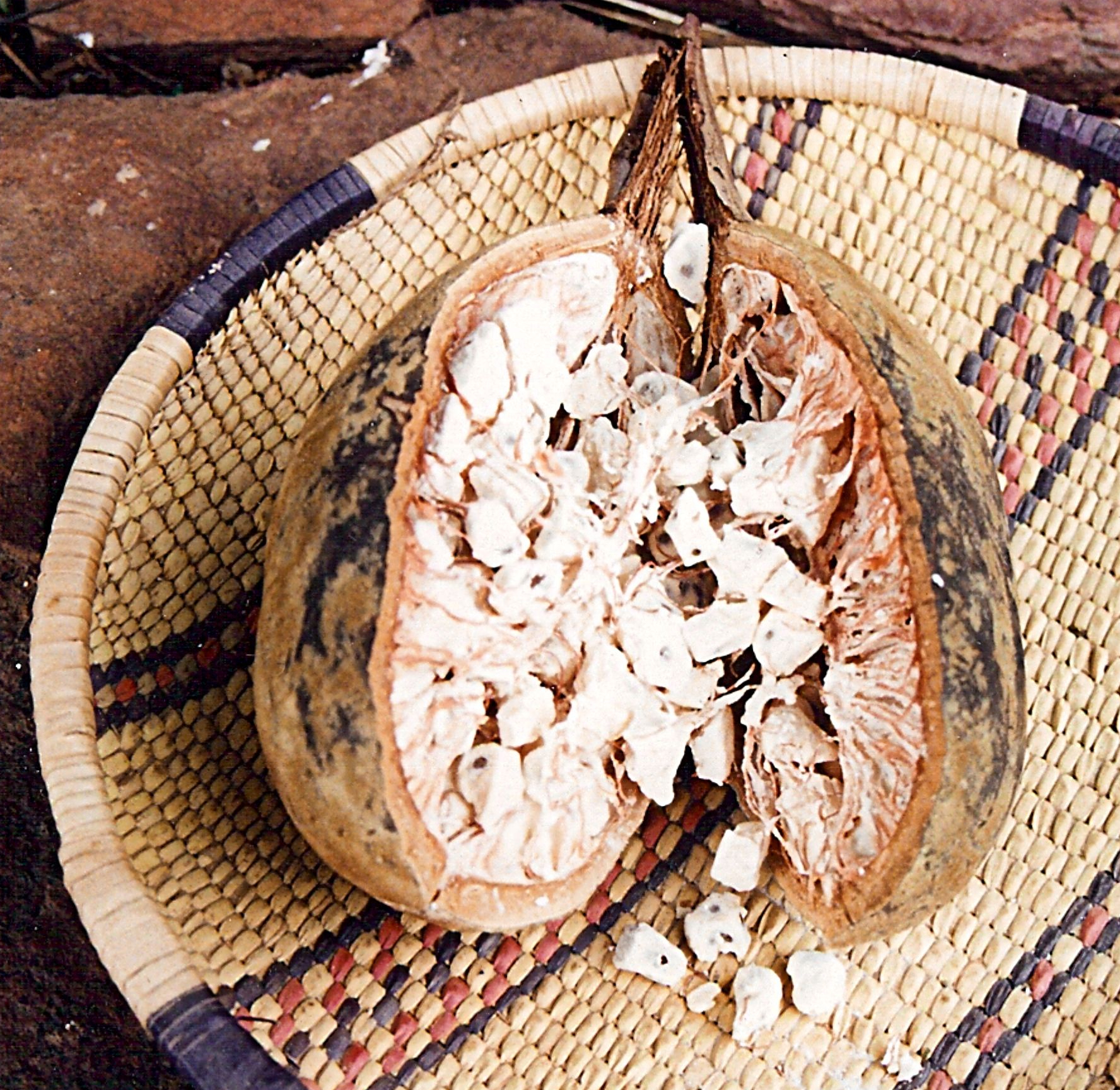
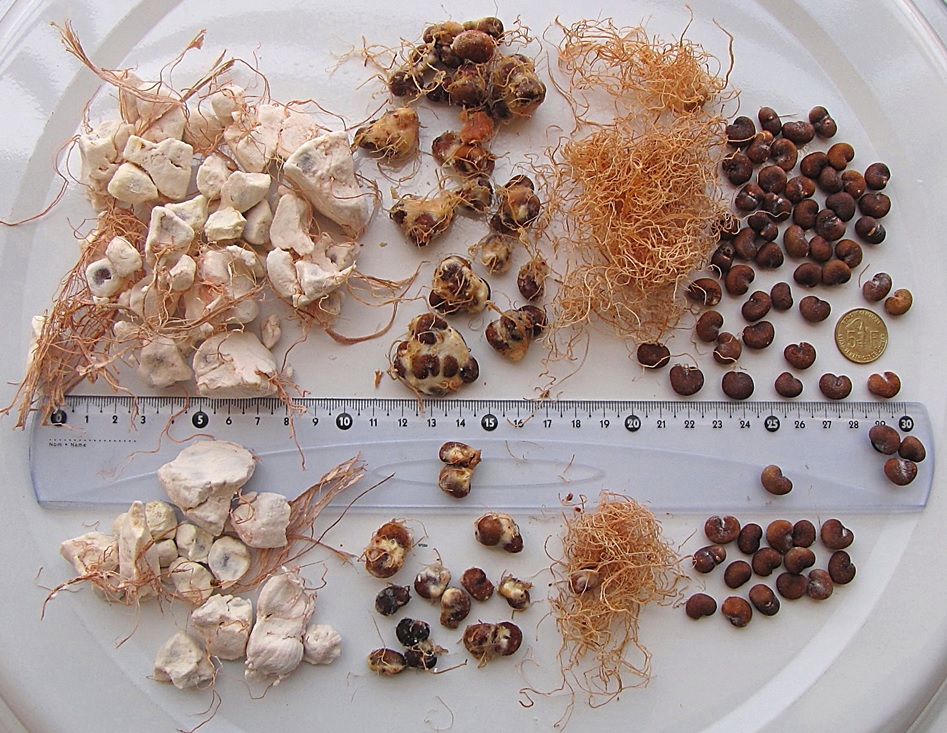

## انظر أيضًا

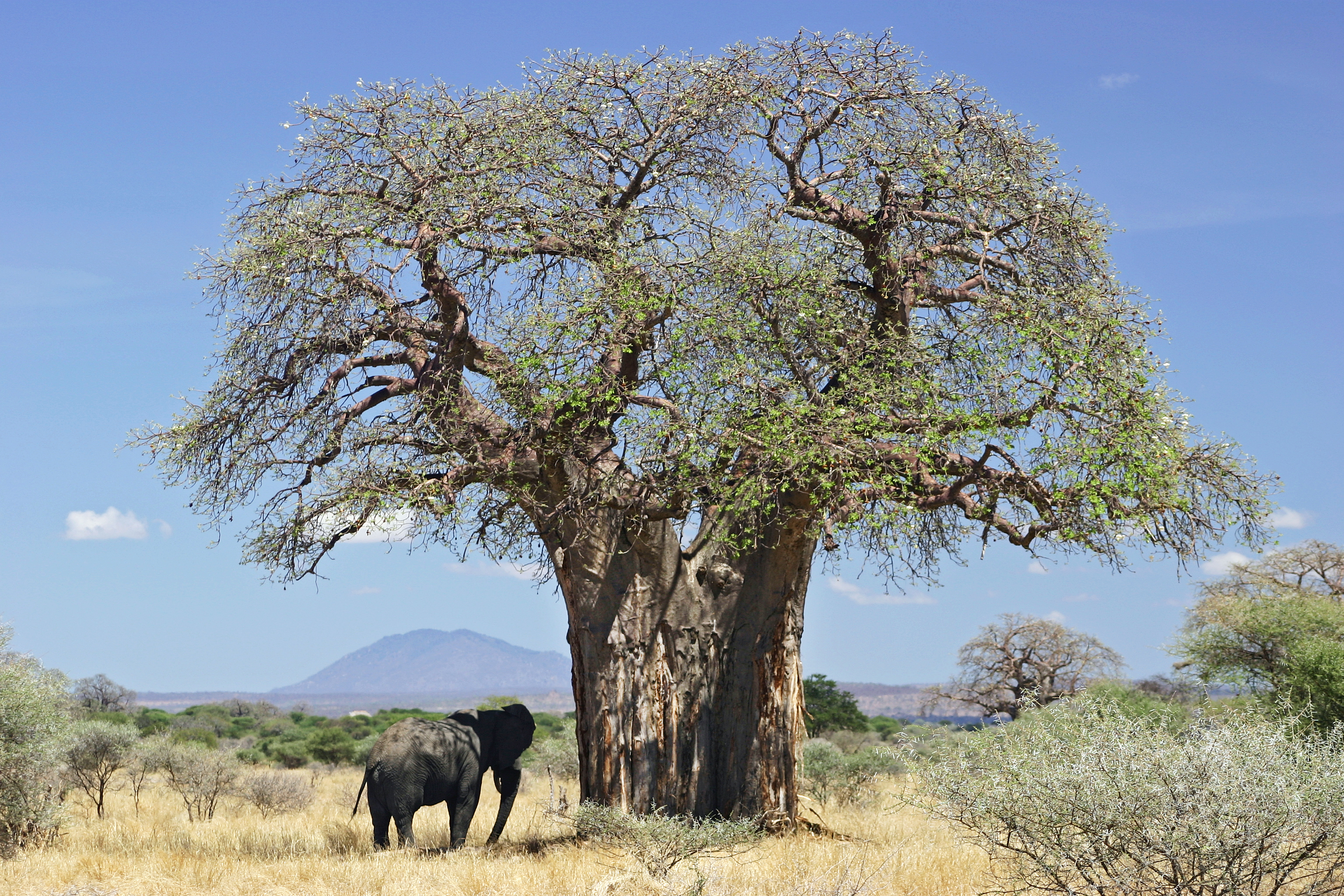
شجرة باوباب وتحتها فيل أفريقي في تنزانيا.

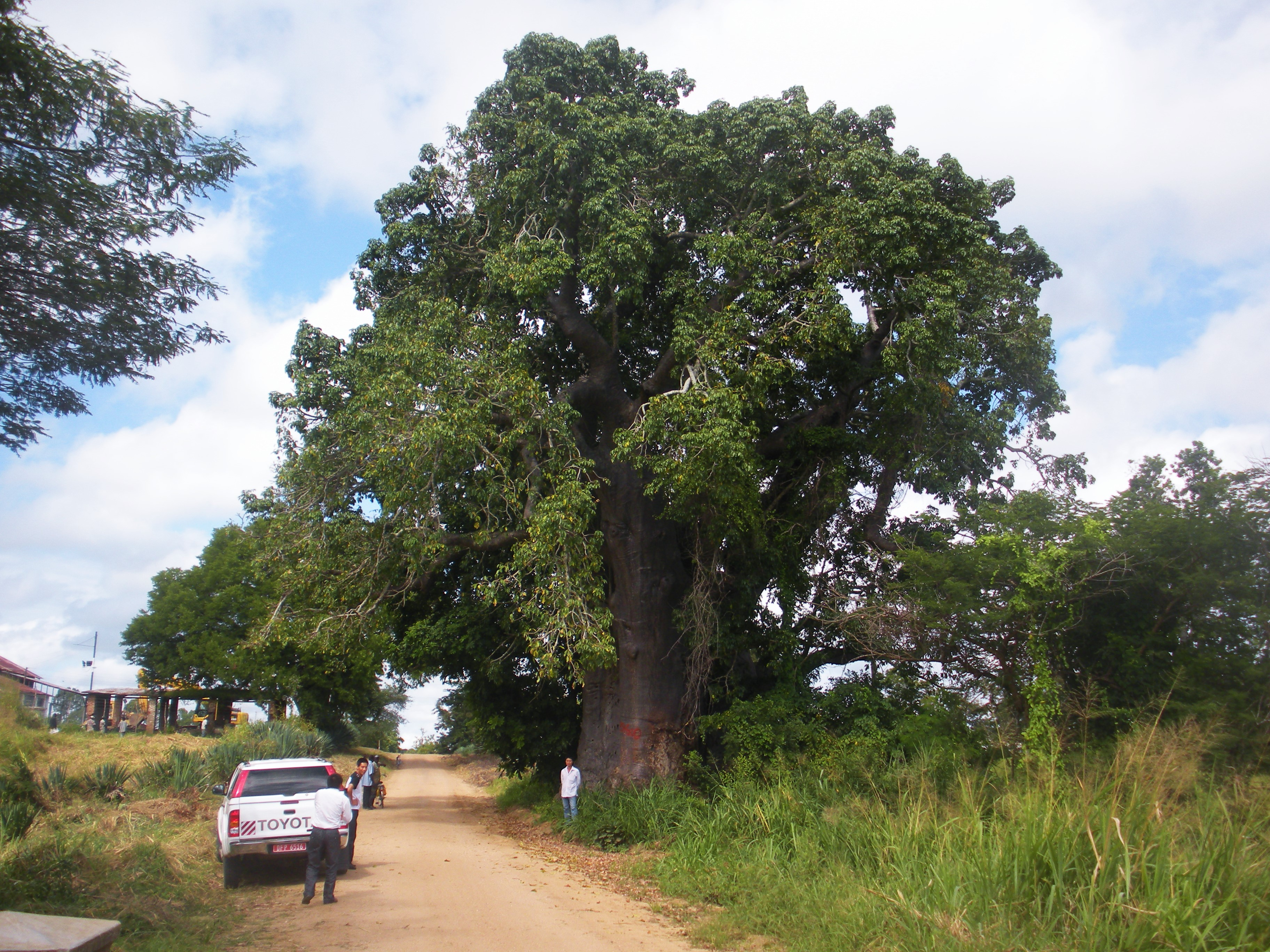
A large baobab tree in Rudewa, Kilosa, Morogoro, Tanzania

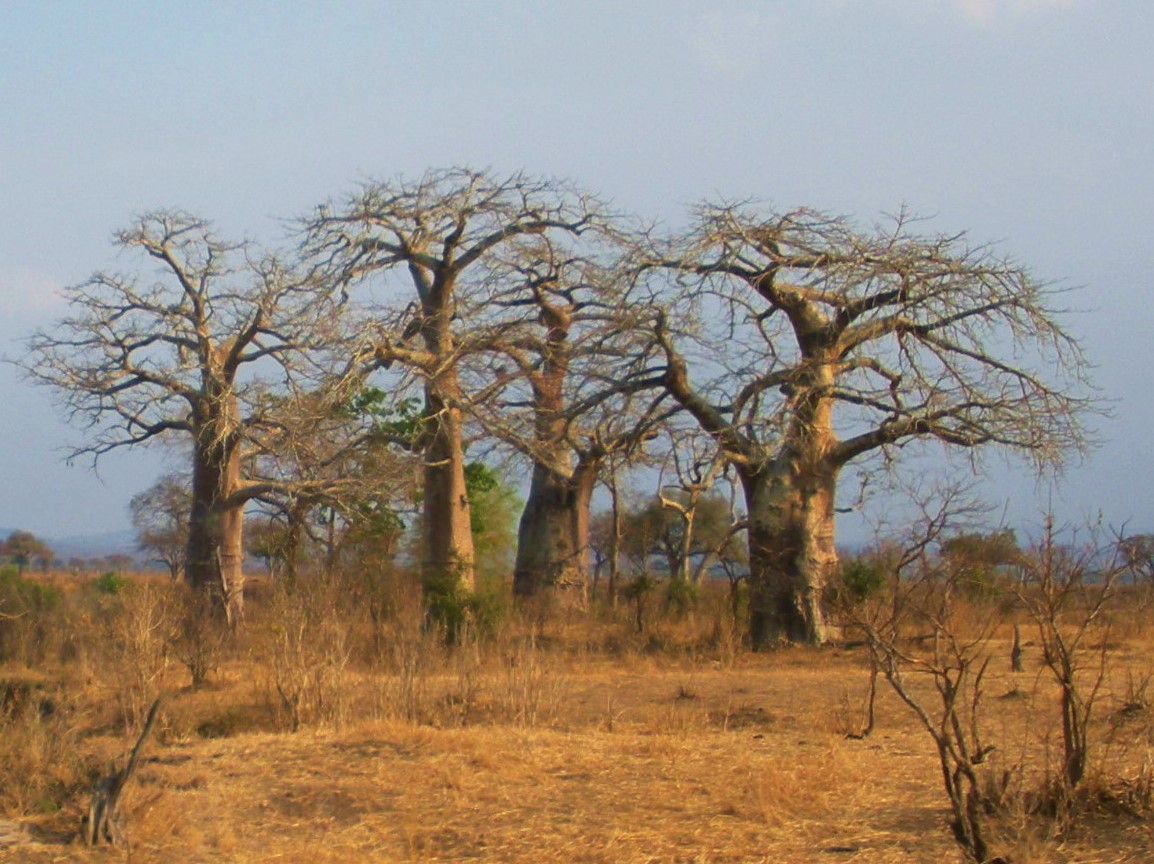
A group of baobab trees in the Mikumi National Park, Tanzania